# Bantustán

Mapa de Sudáfrica y África del Sudoeste (actual Namibia) que muestra los bantustanes creados en ambos países.

Bantustán es el término que designa cada uno de los veinte territorios que operaron como reservas tribales de habitantes no blancos en Sudáfrica y África del Sudoeste (actual Namibia), en el marco de las políticas segregacionistas impuestas durante la época del apartheid. Tanto en la República Sudafricana como en el territorio aledaño de África del Sudoeste (por entonces, bajo su ocupación y administración), se establecieron diez reservas de esta clase, destinadas a alojar y concentrar en su interior poblaciones étnicamente homogéneas.
Desde los inicios, en 1959, de la implementación legal del concepto, hasta su desmantelamiento final en 1994, algunos bantustanes recibieron independencia nominal (Transkei, Venda, Bofutatsuana y Ciskei, en Sudáfrica; Ovambolandia, Kavangolandia y Caprivi del Este, en África del Sudoeste); otros (como KwaZulu, Lebowa y QwaQwa) permanecieron en una condición de relativa autonomía administrativa, pero nunca fueron declarados independientes. No obstante, a ninguno de ellos le fue reconocida internacionalmente la condición de nación soberana; solo fueron admitidos en esos términos por la propia Sudáfrica y, recíprocamente, entre ellos mismos.
La palabra «bantustán» comenzó a utilizarse en 1940; tiene su origen en bantú (que significa «gente» en la lengua bantú) y en el sufijo -stan («tierra de», en lenguaje persa, en forma similar a la terminación -land de origen germánico). Era un término usado por los críticos de los gobiernos del apartheid, en oposición a la expresión homelands («patrias»), que era la promovida por el discurso oficial para designar el mismo fenómeno.
En la actualidad, el término «bantustán» se emplea a menudo con intención peyorativa, cuando se pretende aludir a un país o región carente de legitimidad, que emerge producto de un proceso de gerrymandering. El término ha vuelto a alcanzar gran difusión, apareciendo sobre todo en forma extrapolada; por ejemplo, en discursos críticos a las políticas israelíes para con los Territorios Palestinos de la Franja de Gaza y de Cisjordania y, particularmente, en relación con la barrera israelí de Cisjordania, llamada por sus detractores «muro del apartheid» o «muro de la vergüenza».

## Antecedentes
La discriminación y la segregación racial eran hechos legalmente aceptados en Sudáfrica con anterioridad al gobierno del apartheid. Normas jurídicas precedentes, promulgadas en 1913 y 1936, habían reservado para uso de la población negra algunas áreas de terreno esparcidas a lo ancho del país.
Ya en 1930, el gobierno de J. Barry Hertzog, quien fue primer ministro entre 1924 y 1939, había procurado socavar el voto de los habitantes de raza mixta al conceder el derecho al sufragio a las mujeres blancas, pero no así a las de color. Esto había debilitado marcadamente la capacidad del electorado no blanco de incidir en las decisiones políticas del país.

### Ascenso del Partido Nacional al poder
Sin embargo, fue en 1948 cuando la legislación en la materia recibió un impulso decisivo, al realizarse los comicios que dieron por ganador al Partido Nacional (afrikáans: Nasionale Party), liderado por Daniel Malan. Hay que señalar que en 1948 y 1953 el Partido Nacional ganó en escaños, que no en votos. Después de que en 1953 se retiró definitivamente el derecho al voto a las minorías mestizas y a la mayoría negra esta paradoja no vuelve a presentarse. Esta agrupación había incluido expresamente una política de extensión y ampliación de la segregación racial, a la que llamó apartheid, entre los principios básicos de su plataforma.
El propósito del apartheid era no solo apartar a los habitantes que no eran blancos de los blancos, sino, además, a los distintos grupos de no blancos entre sí, es decir, hacer extensiva la segregación también a las otras etnias que poblaban la región. Aparte de los nativos africanos, había grupos de origen mixto y asiático, estos últimos principalmente de ascendencia india y malaya.

### Legalización delapartheid
El Partido Nacional al llegar al gobierno acometió inicialmente una agenda legislativa que se conoció como el "pequeño apartheid". La primera ley de la etapa del pequeño apartheid fue la Ley de Prohibición de Matrimonios Mixtos N.o 55 de 1949, la cual prohibió los matrimonios de blancos con no blancos. Esta fue seguida por la Ley de Inmoralidad N.o 21 de 1950 la cual reguló hasta las actividades privadas de los ciudadanos al prohibir la "fornicación ilegal", y "cualquier acto inmoral e indecente" entre una persona blanca y una persona africana, india, o de color.
A continuación, el gobierno empezó a preparar el terreno de lo que se conoció como el "gran apartheid", el cual involucraba la separación física de las etnias. Inicialmente, el énfasis fue puesto en la separación racial hacia el interior de los centros urbanos. La Ley de Registro de Población N.o 30 de 1950 requería que cada habitante fuera clasificado como blanco, negro, o de color (esto es, de raza mixta); más tarde, se añadió también el rótulo "asiático", bajo una sección especial que hacía alusión a tales habitantes declarándolos "sin derechos históricos en el territorio".

#### Consolidación normativa
Este registro fue seguido por la Ley de Áreas de Grupo N.o 41 de 1950, la cual asignaba distintas áreas de las ciudades para las residencias y negocios de cada grupo étnico. A consecuencia de estas leyes, en poco tiempo un millón y medio de personas que, según se consideraba, vivían en el sitio equivocado, fueron expulsadas de sus ciudades, y enviadas a pueblos satélites o townships.
La Ley de Autoridad Bantú N.o 68 de 1951 volvió a establecer una serie de organizaciones de tipo tribal, anteriormente disueltas, para que en lo sucesivo representaran los intereses de la población negra, al mismo tiempo que se disolvía el Consejo de Representación Nativo. La Ley de Nativos N.o 62 de 1952, conocida como la Ley de Pase, prohibió el simple desplazamiento físico de los negros desde las zonas rurales a las ciudades. Para ello se requería permiso previo de las autoridades. En caso de que un negro tuviera un pase de visita, su estadía en la ciudad estaba limitada a tres días, a menos que en ese lapso de tiempo consiguiera un trabajo.
A manera de reaseguro para que la implementación de tales medidas fuera sustentable en el tiempo se sancionó, por último, la Ley de Nativos N.o 66 de 1956, que negó a los negros el recurso de peticionar y ejercer acciones legales en los tribunales en caso de ser expulsados de sus viviendas y reubicados forzosamente en otras áreas del país.

## Política de desarrollo separado

### La agenda de Verwoerd
Ya antes de convertirse en primer ministro en 1958, Hendrik Verwoerd participó activamente, como ministro de educación del gobierno anterior en la implementación del "gran apartheid". Durante su gestión al frente de dicho ministerio estableció en 1953 el Departamento de Educación Bantú, el cual creó un sistema totalmente nuevo y separado para los estudiantes no blancos. El propósito de este sistema era preparar desde temprana edad a los africanos para que aceptaran su rol de subordinación frente a los blancos. En relación con este tema, Verwoerd en 1953 al crear el sistema de educación separado, declaró al periódico afrikáans Die Burger lo siguiente:
«Cuando tenga control de la educación 'nativa', la reformaré de forma tal que a los 'nativos' se les enseñe para que caigan en cuenta de que la igualdad con los europeos no es para ellos».
«No hay espacio para el africano dentro de la comunidad de europeos más allá del nivel de cierta clase de labores. No le es de ninguna utilidad recibir educación cuya meta final es el ser absorbido por la comunidad europea».
Durante el gobierno de Verwoerd como primer ministro (1958 – 1966), el apartheid evolucionó hacia lo que se llamaría la «política de desarrollo separado». Esta apuntaba específicamente a conseguir que cada uno de los grupos africanos (bantúes) pasara a constituirse en una nación con su propio territorio: es en ese momento cuando cristaliza formalmente el concepto de bantustán que perdura hasta hoy.
En función de las nuevas prioridades incluidas en la agenda gubernamental, se resolvió dedicar el 13,7 % del territorio de Sudáfrica (en su mayoría, las tierras menos productivas) para estos conglomerados, donde deberían vivir y sustentarse el 72 % de la población del país. De esta manera, las ciudades, las áreas industriales, y aquellas con recursos minerales, quedaban todas reservadas exclusivamente para el uso y explotación por parte de los blancos.

### Promesas de libertad y fraternidad
Una premisa fundamental de esta política remitía al argumento de que, dentro de los bantustanes, los africanos podrían disfrutar de sus propios derechos y libertades (con lo que, supuestamente, se satisfacían sus deseos de mayor independencia), mientras que fuera de estos serían tratados como extranjeros.
Otro de los argumentos frecuentemente esgrimidos era la pretensión de que, con estas medidas, los africanos estarían en realidad regresando a sus lugares de origen, sus hogares ancestrales. Sin embargo, este planteamiento ignoraba el hecho de que muchos de ellos eran ya la tercera o cuarta generación viviendo en un ambiente urbano, por lo que en lugar de percibir el traslado como un retorno, lo asociaban más bien con un destierro.

## Promoción, creación y establecimiento

### En Sudáfrica

#### Promoción del llamado "autogobierno"

Distribución de estas reservas tribales en Sudáfrica

Preparando las circunstancias propicias y promoviendo la política que permitiría establecer definitivamente los nuevos territorios, se aprobó la Ley de Promoción de Autogobierno Bantú (N.o 46 de 1959). Esta eliminó la participación en el parlamento de representantes negros; además, clasificó a la población no blanca, distribuyéndola en ocho grupos diferenciados según su ascendencia étnica, y creó diez patrias («homelands») africanas donde estos habrían de asentarse. A cada grupo se le asignó también un Comisionado General, que sería el responsable de preparar una nueva patria para las personas que tuviere a cargo, y de allanar el camino para la formación de un gobierno independiente del gobierno central de los blancos.
A modo de compensación por la pérdida de representación en el parlamento, y como incentivo (o señuelo) político, se les ofreció a los negros el derecho al voto en sus nuevas patrias. Aunque el discurso oficial fijaba como meta el logro de la independencia para los nuevos territorios, en la práctica el gobierno sudafricano retuvo su influencia sobre los bantustanes, aún luego de que algunos de ellos se volvieron independientes.
En 1962, el gobierno sudafricano asignó los territorios que formarían el primer bantustán en Transkei (término que significa: "área más allá del río Kei"). El mismo estaba formado por un territorio principal y dos enclaves cercanos. El proyecto se concretó en 1963, cuando se formó un primer gobierno autónomo bajo el liderazgo del jefe xhosa Kaiser Matanzima. Transkei sería el más extenso entre todos los bantustanes que habrían de establecerse en Sudáfrica. Inicialmente fue, además, el más efectivo operativamente, y el que ofreció mayores esperanzas como modelo de desarrollo para los demás.

#### Ciudadanía de las patrias
| Bantustán    | Grupo étnico            |
| ------------ | ----------------------- |
| Transkei     | Xhosa                   |
| Venda        | Venda                   |
| Bofutatsuana | Tsuana                  |
| Ciskei       | Xhosa                   |
| Gazankulu    | Tsonga Shangaan         |
| KaNgwane     | Suazi                   |
| KwaNdebele   | Ndebele                 |
| KwaZulu      | Zulú                    |
| Lebowa       | Sothos del norte o pedi |
| QwaQwa       | Sothos del sur          |

En 1970, la Ley de Ciudadanía de las Patrias Bantú cambió la condición legal de todos los habitantes de bantustanes al retirarles la ciudadanía sudafricana. El propósito fundamental de esta ley era asegurar que los ciudadanos blancos se convirtieran de iure en la mayoría de la población.
La reacción internacional al establecimiento del primer bantustán fue negativa. Incluso los blancos estaban disconformes con la medida, pues temían que sus sirvientes y trabajadores tuvieran que mudarse a aquel territorio, tan lejos de sus ciudades.
A pesar de la amplia oposición tanto a nivel internacional como local (sobre todo, por parte de la mayoría negra de Sudáfrica), esta política de desarrollo separado habría de seguir su marcha. Las intenciones del gobierno de eliminar a toda la población de color de territorio sudafricano quedaron claramente expresadas en las siguientes declaraciones de Connie Mulder, mientras oficiaba como Ministro de Administración y Desarrollo Bantú.
«Si nuestra política en lo que a la población negra se refiere es llevada a su conclusión lógica, no quedará ningún ciudadano sudafricano negro... Todo negro en Sudáfrica, eventualmente terminará en alguna nueva patria independiente y no quedará entonces ninguna razón para la existencia de obligación alguna por parte de este Parlamento de acomodar a esta gente políticamente». Connie Mulder, en su discurso a la cámara baja del parlamento, el 7 de febrero de 1978.

### En África del Sudoeste

#### Mandato sudafricano: origen y legitimidad

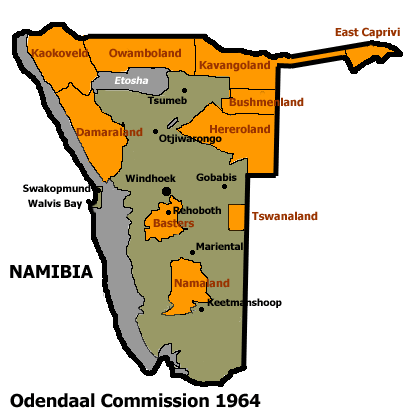
Distribución de estas reservas tribales en África del Sudoeste

Antes de estar bajo control sudafricano, África del Sudoeste (hoy Namibia) fue una colonia alemana. Fue al desatarse la Gran Guerra (Primera Guerra Mundial) cuando tropas sudafricanas atacaron y ocuparon la región. Durante la posguerra, la Sociedad de Naciones despojó formalmente a Alemania del dominio sobre esta colonia y tomó el control provisorio de la misma. En 1920, este organismo resolvió finalmente concederle a Sudáfrica un mandato para la administración del territorio.
No obstante, la situación se complicaría tras la disolución de la Liga de Naciones, ya que Sudáfrica renegó del compromiso de terminar su mandato, alegando que el ente al que debía regresarlo ya no existía. En 1946, la recién formada Organización de las Naciones Unidas (ONU) negó la solicitud sudafricana para anexarse el territorio y, por el contrario, exhortó a que sometiera el mismo a supervisión internacional, a lo cual Sudáfrica se negó. Esta última, aún sin anexarse formalmente el territorio, decidió administrarlo y gobernarlo como una provincia de facto, dándole a los blancos del territorio representación en el parlamento sudafricano.
Sudáfrica empezó a incorporar progresivamente sus políticas de apartheid en los territorios de África del Sudoeste con énfasis creciente a partir de la década de 1950. Luego de numerosas resoluciones de la ONU en contra de la introducción de estas políticas, y de la sistemática indiferencia sudafricana ante tales declaraciones, la Asamblea General de las Naciones Unidas finalmente revocó en 1966, de manera formal y definitiva, el mandato de administración sobre los territorios de África del Sudoeste.

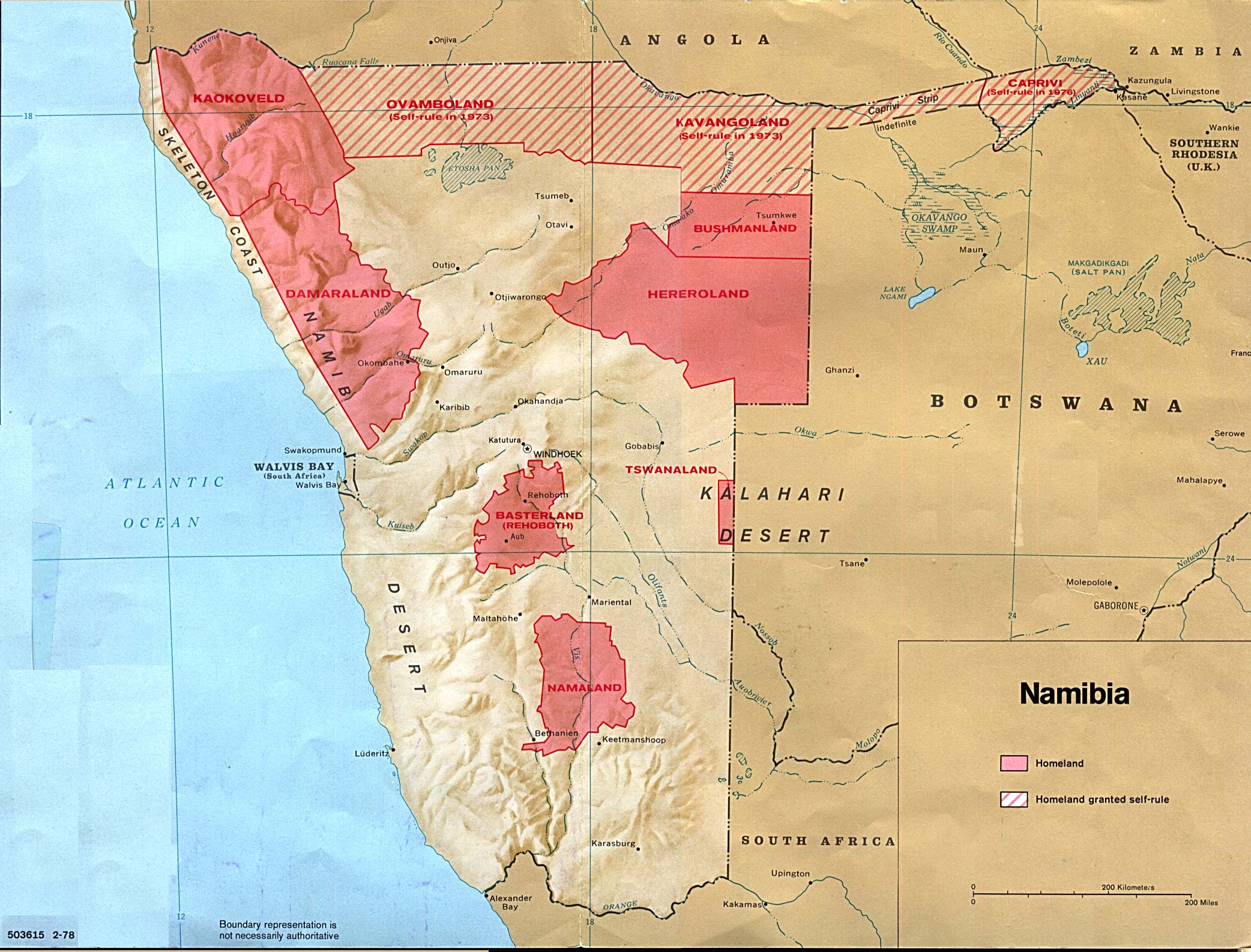
Mapa de Namibia producido por la CIA, con la distribución de homelands en 1978.

#### La Comisión Odendaal
En 1962 el gobierno sudafricano ordenó la creación, bajo el liderazgo de Fox Odendaal (antiguo gobernador de la provincia del Transvaal), de la llamada Comisión Odendaal para que estudiara la situación en África del Sudoeste y presentara un plan de recomendaciones para el desarrollo de la región. En 1964, esta comisión presentó el reporte homónimo, en el que prescribía la creación de 10 bantustanes en este territorio.

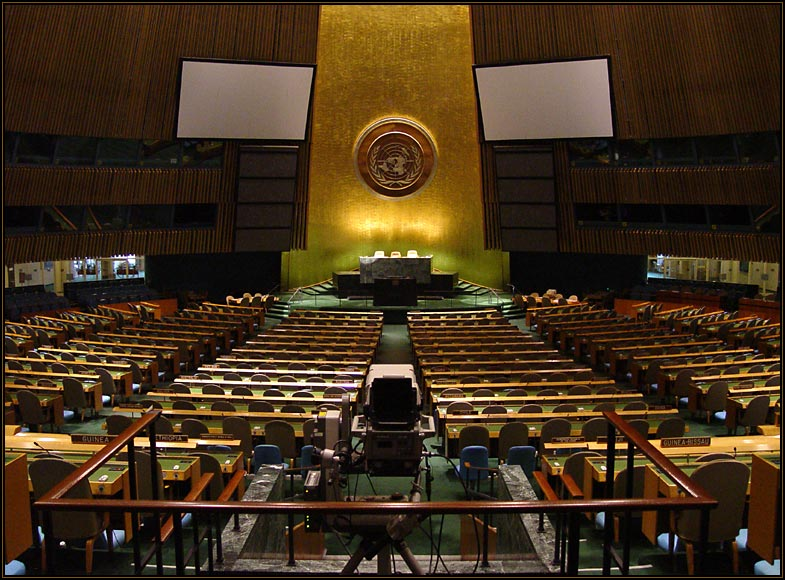
Asamblea General de la ONU: en su momento condenó el Plan Odendaal.

El Comité Especial de Descolonización de la ONU (conocido como el Comité de los Veinticuatro), y luego la Asamblea General, rechazaron enfáticamente lo que se llamó el Plan Odendaal. Sin embargo, el gobierno sudafricano aceptó las conclusiones y recomendaciones del informe, aunque decidió demorar la implementación del plan en espera de un fallo aún pendiente por parte de la Corte Internacional de Justicia. En 1966, la ONU resolvió que el mandato de Sudáfrica sobre el territorio había terminado, y en 1968 determinó que África del Sudoeste se llamaría Namibia. Más tarde, ese mismo año, la Corte Internacional de Justicia dictaminó que la ocupación sudafricana era ilegal.
Estos enfrentamientos con los organismos internacionales, así como las subsecuentes sanciones, no hicieron sino aumentar la determinación sudafricana de administrar estos territorios como propios, y de imponer sus políticas de apartheid. Fue bajo este entorno que Sudáfrica decidió formalmente, en 1968, poner en práctica en África del Sudoeste la serie de políticas ya probadas en su propio territorio.

#### Promoción del autogobierno
| Bantustán        | Grupo étnico |
| ---------------- | ------------ |
| Bushmanlandia    | San          |
| Damaralandia     | Damara       |
| Caprivi del Este | Lozi         |
| Hererolandia     | Herero       |
| Kaokolandia      | Himba        |
| Kavangolandia    | Kavango      |
| Namalandia       | Nama         |
| Ovambolandia     | Ovambo       |
| Rehoboth         | Baster       |
| Tsuanalandia     | Tsuana       |

En 1968, se aprobó la Ley de Desarrollo de Autogobierno de las Naciones Nativas de África del Sudoeste. Acto seguido, la administración de Sudáfrica empezó a establecer bantustanes similares a los ya existentes en Sudáfrica. En 1969, se aprobó la Ley de Asuntos de África del Sudoeste. Esta última transfería los poderes del parlamento local en Namibia al de Sudáfrica y dictaba un sólido marco legal. Con estas reglamentaciones se sentaron las bases para la puesta en marcha y el funcionamiento del sistema en África del Sudoeste.
El territorio fue dividido en dos zonas mayores: las reservas del norte, con aproximadamente 253 000 km²; y la zona policial del sur, con 570 000 km². El 55 % del total de la población (todos nativos) vivía en la zona norte, mientras que el conjunto de la población blanca (14 %) y el resto de la población (en su mayoría, sirvientes o trabajadores en las granjas y minas), vivían en la zona sur.
A los pocos años de haber sido establecidos, los bantustanes de África del Sudoeste se convirtieron en zona de conflicto. En 1960, se había fundado la agrupación SWAPO (acrónimo inglés de South West African People's Organization) con la intención de promover una Namibia libre e independiente. En 1966, SWAPO se convirtió en una organización militar y decidió oponerse a la dominación sudafricana por la vía armada, iniciando acciones guerrilleras contra el orden y la administración sudafricana en África del Sudoeste. Estas acciones se intensificaron desde 1970, al iniciar sus operaciones desde bases clandestinas al sur de Angola.

#### Zona de conflicto internacional
Cuando Portugal otorgó la independencia a Mozambique y Angola —en 1974 y 1975 respectivamente— los nuevos gobiernos de estos países decidieron inmediatamente apoyar a los rebeldes del SWAPO. Sudáfrica respondió a los ataques de SWAPO enviando tropas al norte de África del Sudoeste, y estacionándolas allí con la misión de perseguir a los rebeldes en territorio angoleño. Cuba, por su parte, envió 50 000 efectivos militares a Angola para apoyar al gobierno local y a los rebeldes del SWAPO. De esta manera, el conflicto bélico en el sur de Angola y en los bantustanes de Namibia se convirtió en un conflicto más de la guerra fría.
Sudáfrica hizo uso de esta implicación, alegando, para justificar sus estrictas políticas en la región y en los bantustanes, que estaba inmersa en una guerra contra guerrilleros comunistas resueltos a invadir su territorio por medio de la violencia y el terror. Otras naciones que se involucraron en el conflicto fueron Zambia y Tanzania apoyando a los rebeldes independentistas, y la República de Rodesia (hoy en día Zimbabue), alineada con Sudáfrica.
El conflicto armado hizo que Sudáfrica modificara su objetivo principal en relación con el territorio de África del Sudoeste: a partir de entonces, lo primordial era evitar un gobierno comunista en Namibia, y lo que ocurría en los bantustanes pasaba a constituirse en un asunto secundario. Por esta razón, de los diez bantustanes establecidos en África del Sudoeste, los tres que compartían mayor extensión fronteriza con Angola, recibieron una temprana autonomía gubernamental e independencia nominal. En julio de 1980, el sistema de bantustanes en África del Sudoeste se modificó, eliminándose los gobiernos regionales, y transmutándose en un sistema de 11 administraciones basadas en los grupos étnicos, y no en la ubicación geográfica.
En 1988, con la resolución del conflicto bélico hacia finales de esa década, Sudáfrica aceptó el plan de paz de las Naciones Unidas, acordando un cronograma para su retiro y para la ulterior independencia de Namibia. Como resultado de estos acuerdos, los bantustanes y sus gobiernos locales fueron políticamente desmantelados en mayo de 1989, durante el período de transición previo a las elecciones nacionales de noviembre de 1989.

### Otros territorios
Lesoto y Suazilandia no eran bantustanes, sino anteriores protectorados británicos que fueron declarados países independientes. Estos países, rodeados prácticamente en la totalidad de su territorio por Sudáfrica, han dependido casi por entero de esta última para su efectivo funcionamiento. Botsuana es otro país que, a pesar de no haber sido un bantustán, a lo largo de su historia también ha dependido de Sudáfrica. Por esta razón, a veces se cita a estos tres países cuando se hace alusión a los bantustanes.

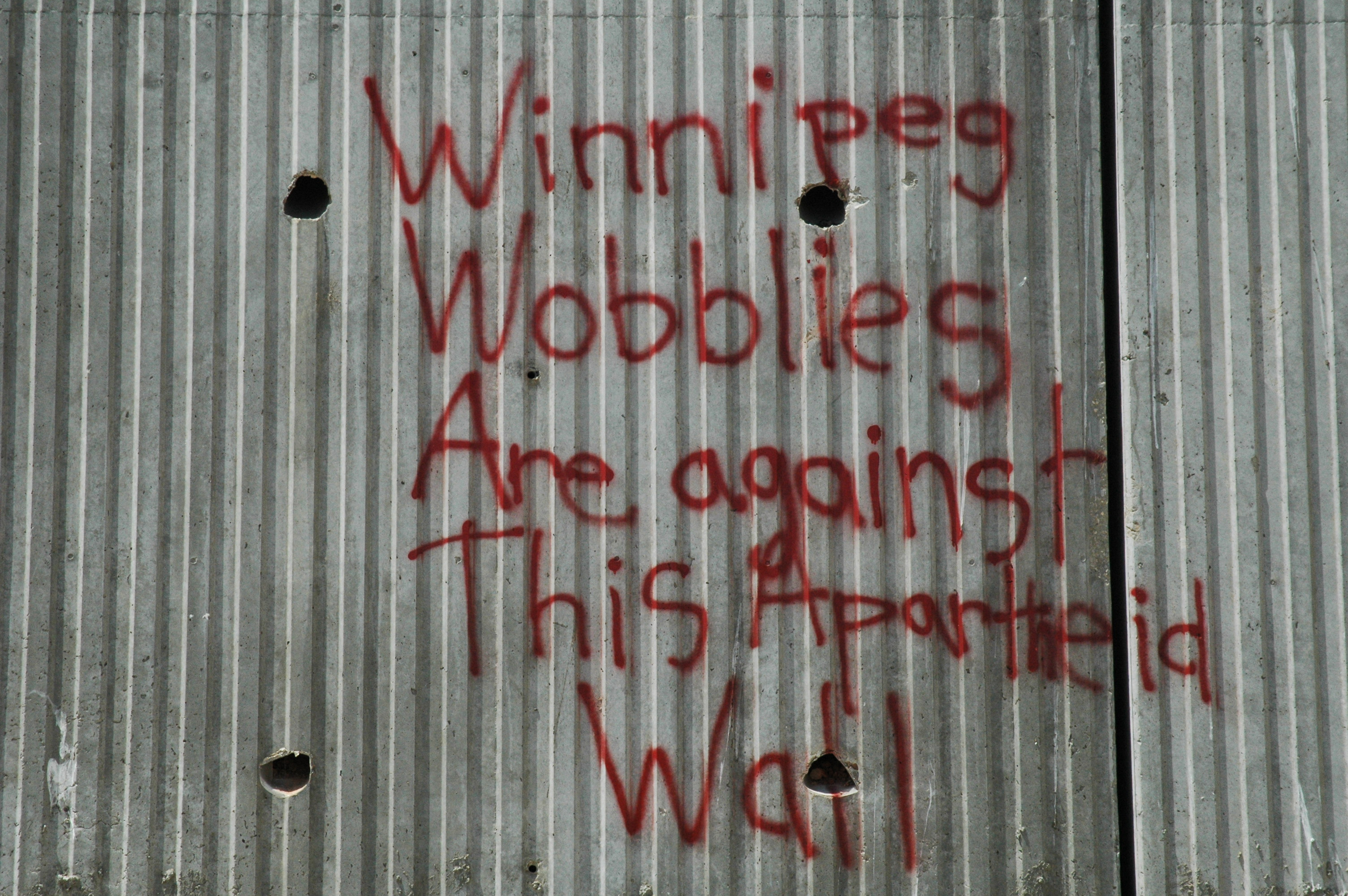
"Muro del apartheid": grafiti wobblie en la Palestina actual.

En años recientes, algunos grupos involucrados en la búsqueda de una solución del conflicto entre Israel y los habitantes de Cisjordania y Gaza, han recurrido al término de bantustán durante las discusiones en referencia a estas zonas, llegando a hablar abiertamente del "Plan Bantustán", tanto desde un bando como del otro.
Siguiendo declaraciones del entonces Secretario de Estado, Colin Powell, el gobierno de Estados Unidos, en junio de 2004, expresó que el uso del término bantustán en referencia a la situación de los territorios palestinos no era objetable. En alusión a comentarios del presidente de los Estados Unidos, Powell dijo:[cita requerida]
«Él estaba diciendo que no se puede tener un número de pequeños bantustanes, o la totalidad de Cisjordania desmenuzada en pedazos disjuntos, incoherentes, y decir que esto es un estado aceptable».

## Los bantustanes

### En Sudáfrica
Cada uno de los distintos bantustanes sudafricanos se asociaba con grupos étnicos determinados y configuraban un perfil característico. Cuatro de ellos eran nominalmente independientes: los llamados estados TVBC de Transkei, Venda, Bofutatsuana y Ciskei. Los otros seis tenían una forma limitada de autogobierno.
Transkei
Fue el primer bantustán creado. La Autoridad del Territorio de Transkei fue creada en 1959. Sin embargo la formación territorial del mismo fue definida por decreto en 1962, y se estableció en 1963. Era una región del este sudafricano, destinada a concentrar los miembros de la etnia xhosa. En 1976, luego de los trágicos sucesos en Soweto, se declaró su independencia nominal (tan solo fue reconocido como país soberano por Sudáfrica) y estableció un gobierno propio e independiente bajo el liderazgo de Kaiser Matanzima. Transkei tenía una superficie de 42 000 km², lo que le hacía el bantustán de mayor extensión, y una población de 4,75 millones de habitantes para el momento de su reincorporación a Sudáfrica en 1994. Su capital era Umtata. El idioma oficial era el xhosa. En la actualidad los territorios que conformaron el Transkei son parte de la provincia Oriental del Cabo
Venda
Fue creado en 1971 para miembros de la etnia del mismo nombre; obtuvo autonomía de gobierno en 1973, y fue nominalmente declarado independiente en 1979. Poseía una superficie de 7460 km² y una población de 718 000 habitantes para la fecha de su reincorporación a Sudáfrica. Por su localización cerca de la frontera, fue un área estratégica desde donde los enemigos del apartheid lanzaban ataques y buscaban refugio. El venda, el inglés y el afrikáans eran los idiomas más hablados. Hoy en día los territorios del antiguo Venda son parte de la provincia de Limpopo.
Bofutatsuana
Fue creado en 1968 para los miembros de la etnia tsuana con el nombre de Tsuanalandia (no confundir con el bantustán del mismo nombre en África del Sudoeste). La denominación fue cambiada por Bofutatsuana en 1972. Estaba compuesto por 7 territorios separados, esparcidos sobre tres provincias en la región norte del país, con Mmabatho como su capital. En 1971, se le otorgó autonomía administrativa y, en 1977, independencia nominal. El gobierno hizo grandes esfuerzos para ser reconocido internacionalmente, dedicando enormes recursos a la construcción de obras públicas como hospitales y estadios deportivos. Sin embargo, la solicitud de Bofutatsuana para ser reconocido como una nación independiente de Sudáfrica fue rechazada por la ONU en 1986. La región autónoma contaba con una superficie de 44 000 km², y alojaba una población de 2 005 000 habitantes en 1993. El idioma oficial de Bofutatsuana era el setsuana. Los territorios de este bantustán son parte en la actualidad de la provincia del Noroeste.
Ciskei
Fue creado en 1968 como uno de los bantustanes para los xhosas. Fue el último de los bantustanes que fue nominalmente declarado independiente, lo que tuvo lugar en 1981. Su capital fue el pueblo de Bisho. Poseía 8500 km² de territorio y una población de 1 090 000 habitantes en 1993. Una vez abolido como estado independiente y reincorporado al resto de Sudáfrica, pasó a formar parte de la provincia Oriental del Cabo.
Gazankulu
Formado por dos territorios separados entre sí para el "desarrollo separado" de los tsonga shangaan, fue creado con autonomía parcial y limitada en 1971, en la región de la provincia de Transvaal. Tenía una población de 955 000 habitantes. Su capital era Giyani. El idioma más hablado en este bantustán era el tsonga (también conocido como shangaan). En la actualidad, esta zona forma parte de la provincia de Limpopo (antes, provincia del Transvaal Norte).
KaNgwane
Fue creado en 1977, con el nombre de AmaSwazi. Era el menos poblado entre los bantustanes sudafricanos, con tan solo 183 000 habitantes, pertenecientes a la etnia swazi. Estaba integrado por tres territorios separados, en la zona este de Transvaal, en lo que hoy es la provincia Mpumalanga. La capital era Schoemansdal (hoy en día llamada Kamatsamo). Desde su creación, fue intención de Sudáfrica transferir parte de este bantustán a la nación (auténticamente) independiente de Suazilandia. La motivación era conseguir que la zona funcionara a modo de aislante para impedir el paso de las guerrillas que se infiltraban desde Mozambique. Como medida preliminar, el territorio fue declarado autónomo en 1981. Sin embargo, los planes de transferencia del mismo se vieron frustrados a consecuencia de disturbios populares suscitados en 1982. El gobierno sudafricano replicó a estos disolviendo el bantustán, y suspendiendo su autonomía. Finalmente, fue restablecido con nuevo nombre en 1984.
KwaNdebele
Con Siyabuswa como su capital inicial (más tarde cambiada a KwaMhlanga), fue creado en 1979 como patria para el pueblo ndebele (también a veces llamado matabele y el cual no debe ser confundido con los matabeles de Zimbabue —conocidos también como los ndebeles de Mzilikazi). Fue establecido para dar respuesta al incidente creado por la expulsión masiva de pobladores de esta etnia desde el vecino bantustán de Bofutatsuana. Este territorio, cuyo nombre significa "hogar de los ndebeles", se encontraba en el Transvaal central, a 160 kilómetros al noreste de Johannesburgo, en lo que en la actualidad es parte de la provincia de Mpumalanga. En 1981, se le otorgaron derechos limitados de autonomía, los cuales fueron ampliados en 1984. Su población en 1989 fue estimada en 470 000 habitantes.
KwaZulu
Quizás una de las más conocidas y renombradas de todas estas "patrias", fue establecida en 1970 para el pueblo zulú. Se le dio autonomía administrativa en 1977. Este bantustán, situado en lo que era la provincia de Natal (actualmente en la provincia de KwaZulu-Natal), era relativamente grande comparado con los demás; sin embargo, estaba fragmentado en numerosos enclaves. Inicialmente, la ciudad de Nongoma fue designada como su capital, pero en 1980 se trasladó a Ulundi. En 1989, KwaZulu contaba con 4,9 millones de habitantes.
Lebowa
Destinado a los sothos del norte (un subgrupo basutos también llamado pedi), fue establecido en 1969. Se le dio autonomía en 1972. Inicialmente estaba formado por once territorios separados, que más tarde se reorganizaron en tres. Se encontraba situado en el noreste de Sudáfrica, en el centro del antiguo Transvaal. La ciudad de Seshego ofició inicialmente de capital territorial, mientras se avanzaba en la construcción de Lebowakgomo, destinada a tal fin. En 1989, Lebowa contaba con 2,6 millones de habitantes.
QwaQwa
Fue establecido en 1969 para los sothos del sur (un subgrupo de los basutos). Se le dio autonomía en 1974. Ocupaba un área restringida apenas a 655 km² en las montañas Drakensberg, al este del antiguo Estado Libre de Orange (actual provincia del Estado Libre). El territorio en su totalidad se encuentra a una altura entre los 1.600 y 3.000 metros sobre el nivel del mar. Su capital era Phuthaditjhaba. Inicialmente, más de 180.000 personas fueron destinadas a este territorio. Para 1989, la población había aumentado a 286.000 habitantes.

### En África del Sudoeste

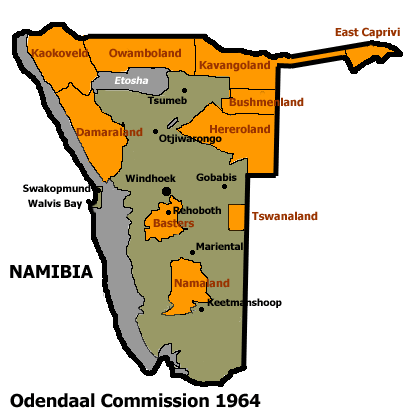
Bantustanes en el territorio de África del Sudoeste

La formación de los bantustanes de África del Sudoeste fue un proceso fluido que no se vincula a una única fecha concreta de inicio, común a todos ellos. El reporte Odendaal, desde su publicación en 1964, determinó las localidades y etnias afectadas, y las estrategias a seguir para su implementación.
El terreno para la ejecución de las recomendaciones del reporte se fue preparando desde entonces, y una vez que se decidió su puesta en práctica, en 1968, esta avanzó según lo permitido en cada caso, según las condiciones particulares. Todos estos territorios, cualquier fuera su grado de independencia o autonomía, se disolvieron y se reintegraron a Namibia en 1989, durante el proceso de transición a la independencia.
Ovambolandia
Fue el primer bantustán en África del Sudoeste, el segundo más extenso, y el más numeroso. Un consejo de siete jefes tribales formó el primer gobierno, en octubre de 1968. En mayo de 1973, se le dio independencia nominal. Localizado al norte del país, limitando con Angola y con Kaokolandia y Kavangolandia, tenía una extensión de 52 072 km² y 239 000 habitantes, según el reporte Odendaal. Esta tierra fue destinada a los ovambo, un pueblo compuesto por 800 tribus que representan la mayor etnia de Namibia (en la actualidad estimada en 1 millón de habitantes – aproximadamente el 50 % del total del país). La lengua más popular de este territorio es el oshiwambo, una mezcla del kwanyama y el ndonga. La capital de esta jurisdicción fue el pueblo de Ondangua. Durante el conflicto entre SWAPO y Sudáfrica esta fue una de las zonas donde hubo mayor violencia y actividad armada y guerrillera. Las elecciones de 1973 fueron boicoteadas y solo votó el 2,5 % de los electores.
Kaokolandia

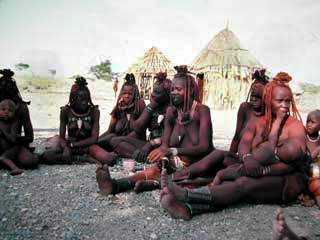
Mujeres himba en Opuwo, área de Kunene en Kaokoland.

También conocido como Kaokoveld, este bantustán de 48 982 km² estaba en el extremo noroeste del país. Su territorio en la actualidad forma parte de la región administrativa de Namibia llamada Kunene. Estaba localizado en lo que sigue siendo una de las regiones más aisladas y vírgenes de Namibia. Incluso cuando la intención fue siempre que los miembros de la etnia himba (quienes son un subgrupo de los hereros) llegaran a autogobernarse y obtuvieran algún nivel de autonomía en el territorio, nunca pudo formarse un gobierno en este bantustán. Según la cifras del reporte Odendaal, en 1960 el número de himbas estaba por debajo de los 5 000 habitantes. Las últimas estimaciones presumen unos 12 000 miembros de esta etnia.
Bushmanlandia
Esta reserva territorial de 23 927 km² establecida en 1970, fue destinada para el uso del grupo étnico más antiguo de África del Sudoeste, los san (también llamados bosquimanos), cuya población en 1960 era de 12 000 habitantes (estimada en la actualidad entre 33 000 y 45 000). La lengua hablada por los san es un tipo de khoisan (o joisan). El pueblo de Tsumkwe (población en 2001: 550 habitantes) fue considerado capital administrativa del territorio a pesar de que nunca se estableció un gobierno regional.
Namalandia
De los bantustanes de África del Sudoeste, este territorio (no confundir con la más amplia zona llamada Namaqualand), era el más meridional y el más cercano a Sudáfrica. Destinado a miembros de la etnia nama (el subgrupo más grande de los khoikhoi), el territorio contaba con 21 677 km² y una población de 35 000 habitantes. Su capital fue el pueblo de Keetmanshoop. La lengua hablada por esta etnia es el mismo khoisan hablado por los san y los damaras: el nama (o namaqua).
Kavangolandia
En octubre de 1970, esta región fue formalmente destinada para el desarrollo del pueblo kavango. Se encontraba al norte del país, al este de Ovambolandia y al oeste de Caprivi. En mayo de 1973, se le dio independencia nominal. Se creó un consejo legislativo que incluía miembros designados de los cinco principales grupos tribales (gciriku, kwangali, mbukushu, mbunza y shambyu), al tiempo que otros eran escogidos por medio de elecciones. Durante los comicios de 1973 (al contrario del caso de Ovambolandia, cuyas elecciones fueron boicoteadas), el 66 % de los electores acudió a votar. Gran número de angoleños se instalaron en esta región huyendo del conflicto armado del otro lado de la frontera. Durante los años de beligerancia, este territorio sufrió intensa actividad guerrillera de SWAPO. El más popular de los idiomas oficiales era el RuKwangali; los otros dos eran el inglés y el afrikáans. Su extensión era de 41 701 km² y, en 1960, contaba con 28 000 habitantes (población en 2001: 201 000). Su capital era el pueblo de Rundu, el cual lo sigue siendo en la actualidad de Kavango, nombre de la jurisdicción que sobre la misma área es ahora una de las 13 regiones administrativas de Namibia.
Rehoboth
Situado al sur de la capital de África del Sudoeste, Windhoek, este territorio de 13 860 km² fue destinado para el desarrollo de los 11 000 basters que, según el reporte Odendaal, tenía la zona. Esta jurisdicción fue también conocida como Basterland (Baster Gebiet) Los basters no eran una etnia antigua propiamente africana, sino que eran los descendientes de la unión de hombres holandeses, quienes en 1870 habían llegado a la zona provenientes de la Colonia del Cabo en Sudáfrica, y de las mujeres africanas de la zona (la palabra baster proviene de la palabra holandesa que significa bastardo). La capital de este territorio fue Rehoboth, asentamiento que fue el primer lugar donde los basters se instalaron al llegar a la región; razón también por la que a los basters se les ha llamado "Rehoboth Baster" (los "Bastardos de Rehoboth"). Los habitantes de esta zona en numerosas ocasiones hicieron peticiones a las Naciones Unidas para lograr ser reconocidos como nación soberana. Los basters alegaban que ya habían sido reconocidos por la Liga de Naciones. En 1979, Sudáfrica les ofreció independencia nominal a cambio de apoyar la lucha armada contra SWAPO; a esto los basters se negaron, decidiendo permanecer neutrales y, en consecuencia, lograron tan solo conservar la autonomía administrativa vigente desde 1976. Los basters no hablan un idioma autóctono africano; inicialmente hablaban solo afrikáans, pero en la actualidad son bilingües, hablando también el inglés.
Tsuanalandia
A pesar de que, en 1964, la Comisión Odendaal había recomendado su creación en el reporte, en 1975 se decidió cancelar el establecimiento de esta patria para los 10 000 tswana de la región. Esta decisión fue más tarde revertida y, en 1979, se formó este bantustán. Situado en el este del país, en la frontera con Botsuana, en la región de Aminuis, a este territorio se le destinaron apenas 1 554 km² de extensión, lo que le hizo el más pequeño de todas la patrias destinadas al desarrollo separado de un pueblo. La capital de esta jurisdicción fue el pueblo del mismo nombre que el área donde se encuentra: Aminuis.
Caprivi del Este
Este bantustán situado en el extremo más nororiental de África del Sudoeste, se encontraba rodeado por Angola, Zambia, y Botsuana, conectándose al resto del país solamente por la llamada Franja de Caprivi al este. Visto en un mapa, se asemejaba a una isla, conectada por un istmo al territorio principal. Al ser establecido en marzo de 1972, contaba con unos 16 000 habitantes distribuidos en sus 11 534 km². En marzo de 1976, fue declarado independiente y cambió el nombre a Lozi. El nombre fue escogido por ser el lozi la lingua franca de la mayor etnia en la zona. Esta etnia se dividía en dos comunidades: los subiyas en el este y los fwe en el oeste; estas fueron las únicas dos comunidades oficialmente reconocidas. Otros grupos, como los yeyi (también llamados mayeyi) y los mayuni, fueron ignorados. Esto ocasionó fricciones y conflictos cuyas consecuencias se siguen sintiendo en la actualidad. La lingua franca en este territorio es el lozi. Sin embargo, tanto los subiyas y los fwe son trilingües, hablando además inglés y subiya-sifwe, prefiriendo ambos este último sobre el lozi. El pueblo de Katima Mulilo sirvió de capital de esta jurisdicción. En el presente, este territorio, junto con parte de la Franja de Caprivi, conforma la región administrativa de Caprivi y tiene unos 80.000 habitantes, de los cuales 17 000 son lozi.
Hererolandia

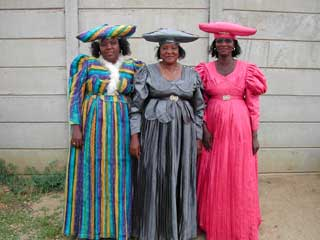
Un grupo de mujeres de la etnia herero.

Establecido en octubre de 1968 sobre una extensión muy árida, en julio de 1970 se le otorgó autonomía administrativa. El bantustán de mayor extensión con 58 997 km², fue destinado para el desarrollo de los 44 000 hereros que, según el reporte Odendaal (1964), vivían en la región. El idioma que más se habla es el otjiherero (también llamado herero como ellos). Situado al oriente del país, haciendo frontera con Botsuana, incluía parte del occidente del desierto del Kalahari y tenía como capital a la población de Okahandja. El territorio que conformó este bantustán en la actualidad es parte de las regiones administrativas de Omaheke y Otjozondjupa.
Damaralandia
Se puso en marcha su creación en 1970 tras la formación de un consejo de líderes damara, al que se dio la responsabilidad de administrarlo. Estaba situado entre lo que durante el sistema del apartheid era el territorio al norte de la carretera a Swakopmund y el sur de Kaokoland. Esta zona ahora es parte de las llamadas regiones de Kunene y Erongo.

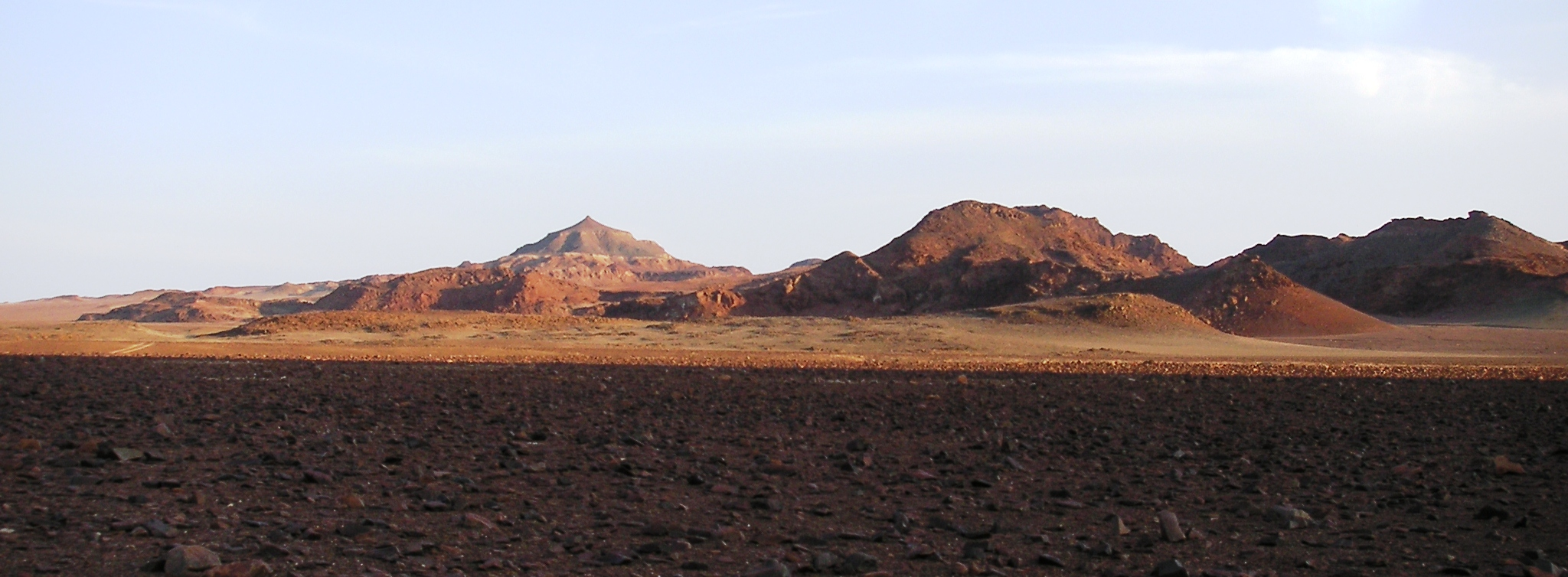
Paisaje de Damaraland, África del Sudoeste.

Contaba con una superficie de 47 990 km², y fue destinada para el desarrollo separado de la etnia damara. Los damaras en esta región se estimaban en 1960 en 44 000 personas (actualmente se estiman unos 120 000 damaras en todo el país). En este bantustán el idioma más hablado era el nama (o namagua), un idioma khoisan, que los damaras comparten con otros grupos.
La capital administrativa de Damaraland fue Khorixas (población actual: 11 000 habitantes). Desde 1980 hasta la disolución de este territorio en 1989, el gobierno local de la región se transmutó por uno coordinado bajo el sistema de administraciones étnicas.

## Vida en los bantustanes

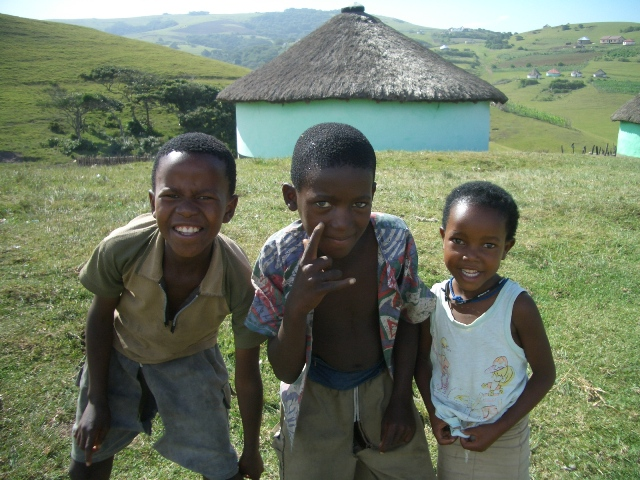
Niños de la etnia xhosa en Transkei.

### Aspectos demográficos
Contra su voluntad, tres millones y medio de sudafricanos fueron forzados a mudarse de sus residencias para irse a vivir en un bantustán. Otros cientos de miles se encontraron con la situación de ser "ciudadanos" de un bantustán donde jamás habían residido, siendo al mismo tiempo considerados como "extranjeros" en Sudáfrica.
En su totalidad, la población de los diez territorios establecidos en Sudáfrica alcanzó para el momento de su abolición, en 1994, la cifra de 16 millones de habitantes. En el caso de África del Sudoeste, para el momento de la reincorporación de estas áreas al resto de la nación, los habitantes de las diez patrias sumaban 1,2 millones de personas.
A diferencia del caso de Namibia, donde cada bantustán se extendía sin interrupciones, ocupando áreas continuas, de los diez bantustanes establecidos en Sudáfrica, tan solo tres de ellos poseían un territorio indiviso. Los otros siete estaban fragmentados en zonas separadas, en algunos casos hasta diez de ellas, aisladas las unas respecto de las otras.

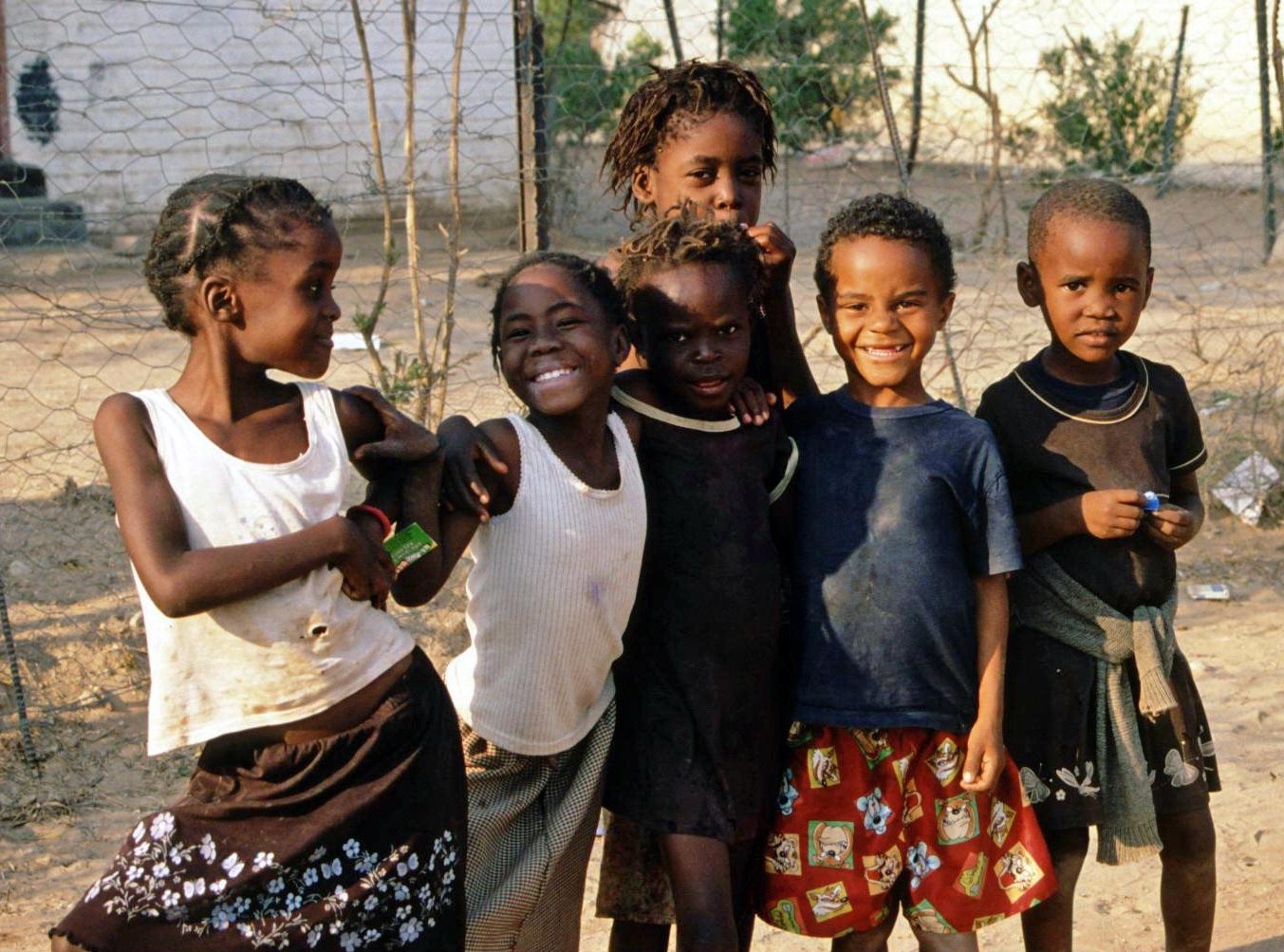
Niños en Khorixas, Damaraland.

A causa de esto, movilizarse de una zona a otra dentro de un mismo bantustán implicaba a menudo la necesidad de pasar por un territorio donde se era considerado como extranjero, visto que la Ley de Ciudadanía de las Patrias Bantú les retiró la ciudadanía sudafricana a los residentes de los bantustanes.
En África del Sudoeste, aun cuando la población total de estas patrias era relativamente baja, las características climáticas de la mayor parte de los territorios en donde se encontraban, significó que a pesar de una baja densidad de población en términos absolutos, esta densidad era alta cuando se calculaba en función de la precipitación anual per cápita. Esta alta densidad relativa, sumada al hecho de estar asignados a zonas con suelos de baja calidad, significaba para los habitantes de los bantustanes un bajo rendimiento energético-calórico per cápita producto de sus actividades de agricultura y ganadería; lo cual contrastaba con las granjas comerciales de los territorios controlados por los blancos.

### Economía

#### Sudáfrica

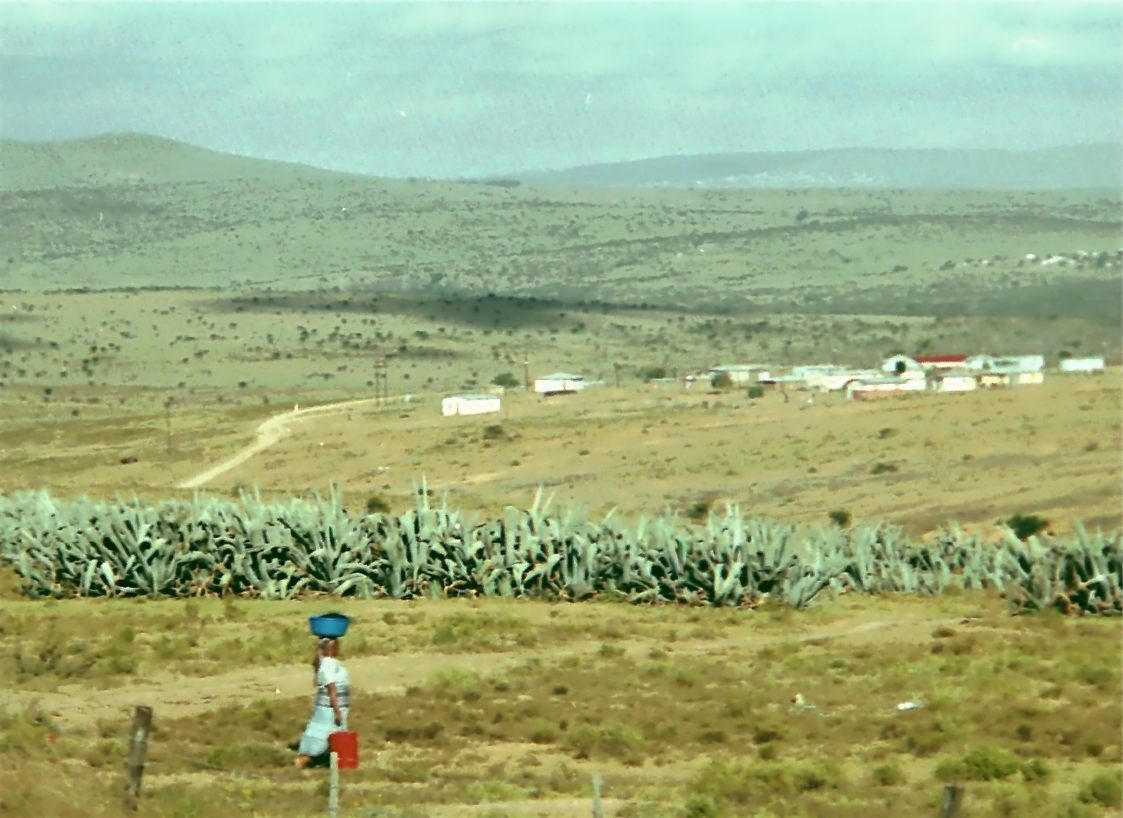
Imagen del área rural de Ciskei (primordialmente agrícola) en el sudeste sudafricano —independiente entre 1981 y 1994.

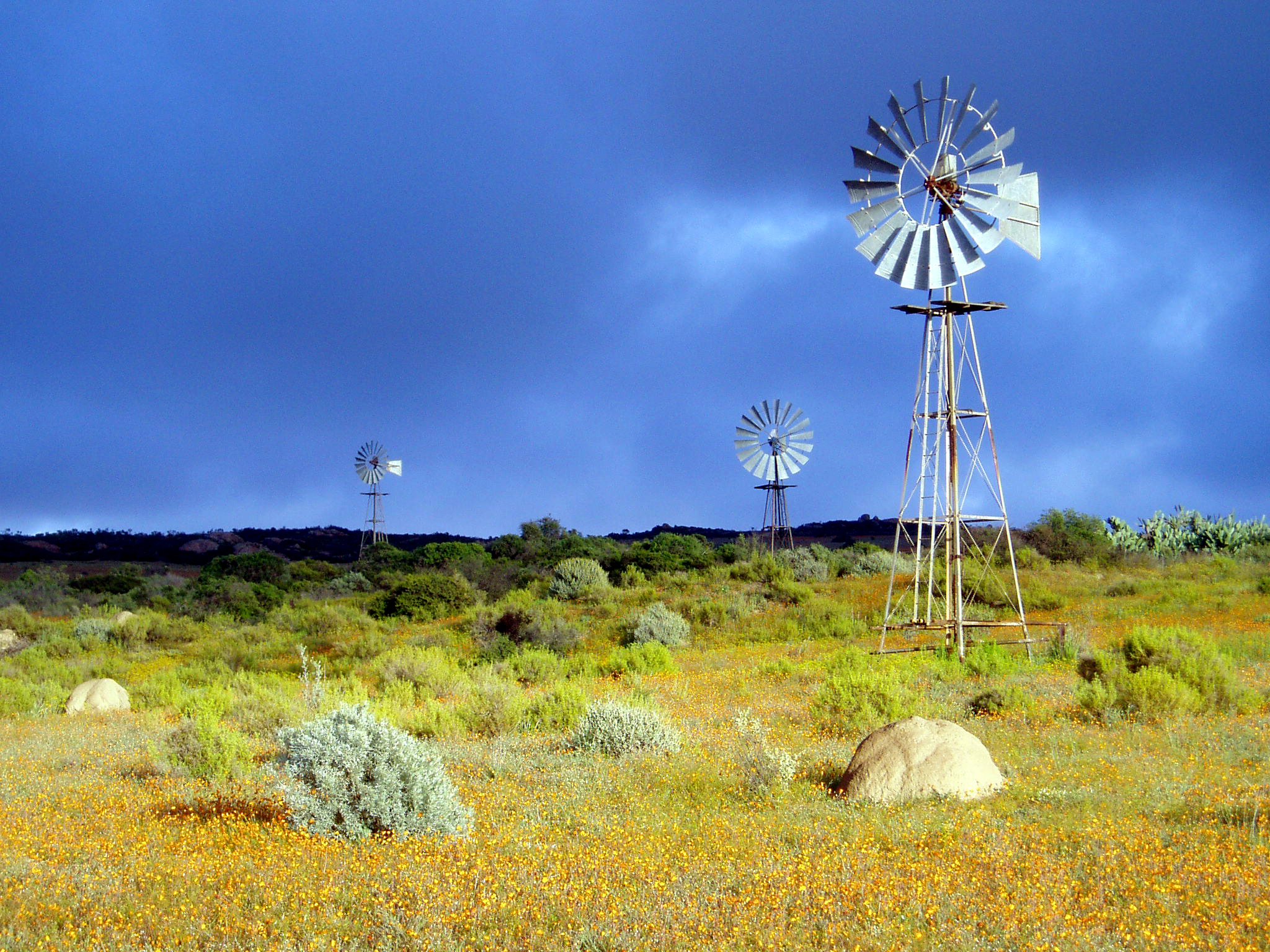
Bombas de agua en Namaqualand.

La calidad de vida en estas jurisdicciones era relativamente baja. Sus economías eran muy pobres. Las penurias económicas eran el resultado directo de las políticas del gobierno sudafricano. Las oportunidades de empleo fuera de organismos oficiales eran prácticamente nulas. Con la excepción de Bofutatsuana, que tenía una infraestructura minera, en general los únicos sectores de cierta relevancia, capaces de generar ingresos importantes, fueron los relacionados con los casinos y los clubes eróticos, actividades que el gobierno del Partido Nacional había prohibido en la propia Sudáfrica con el argumento de considerarlos inmorales.
Las oportunidades que ofrecían estos servicios, en virtud de la afluencia de divisas proveniente de visitantes foráneos con buen poder adquisitivo, llevaron en algunos casos a los miembros de la élite local a construir auténticos complejos turísticos como el internacionalmente famoso Sun City en Bofutatsuana.
No obstante, estos casos eran excepcionales. Las economías de estas patrias, por lo general, se sustentaban en función de los subsidios que continuamente erogaban las arcas del gobierno sudafricano. Esto quedó demostrado, por ejemplo, con el caso de Transkei, para el cual en 1985, las transferencias directas del gobierno de Pretoria representaban el 85 % de sus ingresos para ese año. En términos agregados, las economías de los bantustanes sumaban tan solo el 3 % del producto bruto interno de Sudáfrica. Considerando la correlación entre las variables macroeconómicas de producto e ingreso, estas cifras dan testimonio de la insolvencia financiera de los bantustanes e ilustran el grado de dependencia de estos respecto a los fondos suministrados por Sudáfrica.
Condiciones de empleo
Estadísticas generalmente consideradas favorables a Sudáfrica estimaban el promedio de desempleo en un 20 %. Las fuentes de trabajo local apenas podían absorber un tercio de la población económicamente activa que ingresaba al mercado laboral cada año. Millones de habitantes de estos territorios se vieron forzados a buscar empleo como trabajadores extranjeros, debiendo estar dotados de un permiso especial para poder ingresar a las zonas donde existía demanda laboral. En la práctica, a los trabajadores no se les permitía salir del territorio a buscar trabajo por su propia cuenta. Las empresas remitían un listado de sus necesidades a la Oficina Central de Empleo, la cual entonces se dirigía a las distintas jurisdicciones, y reclutaba y asignaba los empleos.
La mayoría de los trabajadores pasaban meses enteros aislados de sus familias. Los más afortunados conseguían trabajo en fábricas situadas en las cercanías de sus territorios. El éxodo de trabajadores llegaba a niveles pasmosos –el 65 % de la población total de Bofutatsuana trabajaba fuera de su propio país. Para 1984, el 60 % de los ingresos de Bofutatsuana provenía de salarios de habitantes que trabajaban fuera del territorio.
Incidentalmente, las políticas de desarrollo separado, en algunos casos paradójicos, ayudaron al desarrollo de otras zonas linderas a estas jurisdicciones. Algunas empresas instalaban sus fábricas en las afueras de los bantustanes, pues de esta forma se aseguraban el acceso a la enorme reserva de trabajadores radicados al otro lado de la frontera, ávidos de conseguir empleo y, por esto mismo, susceptibles de ser contratados a bajo costo y en condiciones especialmente atractivas para el empleador. Tan solo en el caso de Bofutatsuana, 163 000 trabajadores emigraban diariamente del territorio para acudir a su trabajo, regresando a sus patrias al final de la jornada.
Marginación y pobreza
Una economía pobre se traducía también en crónica precariedad en las prestaciones de servicios públicos como la educación y la salud. En algunos territorios, la expectativa de vida al nacer apenas alcanzaba los 41 años. Estadísticas comparativas, muestran que, mientras Sudáfrica contaba con un doctor y una cama hospitalaria cada 400 y 61 blancos respectivamente, las cifras en los bantustanes eran de un doctor y una cama por cada 16 000 y 224 negros, respectivamente.
Adicionalmente, los gobiernos locales eran crónicamente corruptos, en parte debido a que la asignación de recursos no operaba libremente a manos de múltiples agentes económicos, sino que tales decisiones estaban mayormente centralizadas bajo la tutela del estado del apartheid y la estructura burocrática que servía a sus intereses.
Por estas y muchas otras razones, los bantustanes no eran precisamente populares entre la población urbana negra. Muchos de estos pobladores fueron trasladados caprichosamente a territorios donde nunca habían vivido o que ni siquiera conocían, y de los cuales, a menudo, tampoco eran originarios. Esto se debió a la designación arbitraria del grupo étnico al que pertenecían, lo que ocurrió especialmente en aquellos casos de ascendencia racial mixta.

#### África del Sudoeste

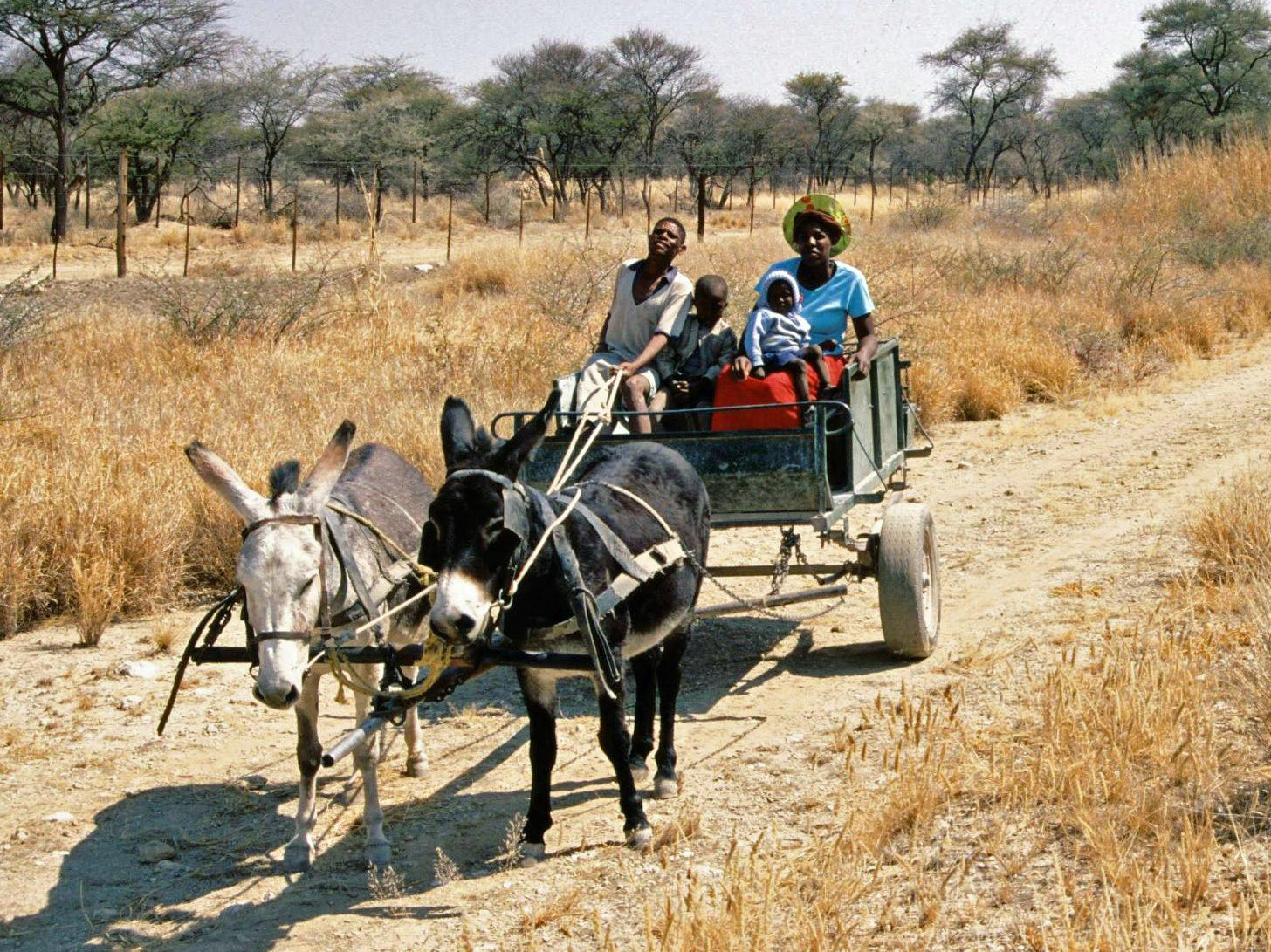
Familia damara en Damaraland.

La organización económica emergente del sistema de bantustanes no tuvo en Namibia consecuencias tan claramente negativas como sucedió en Sudáfrica. Aun cuando no hubo auténtico desarrollo, sí se observaron algunos resultados deseables. Grandes sumas de dinero ingresaron a Namibia bajo la forma de capitales, que habrían de ser invertidos en distintos proyectos productivos. Esto tuvo por efecto, por ejemplo, que por primera vez en la historia se canalizara el agua en muchas comunidades.
Se adquirieron numerosas granjas que eran propiedad de blancos para ser añadidas a los territorios de estas jurisdicciones. En el caso de Damaraland, el territorio se integró exclusivamente como producto de la adquisición, por parte del gobierno, de 223 granjas comerciales pertenecientes a ciudadanos blancos.

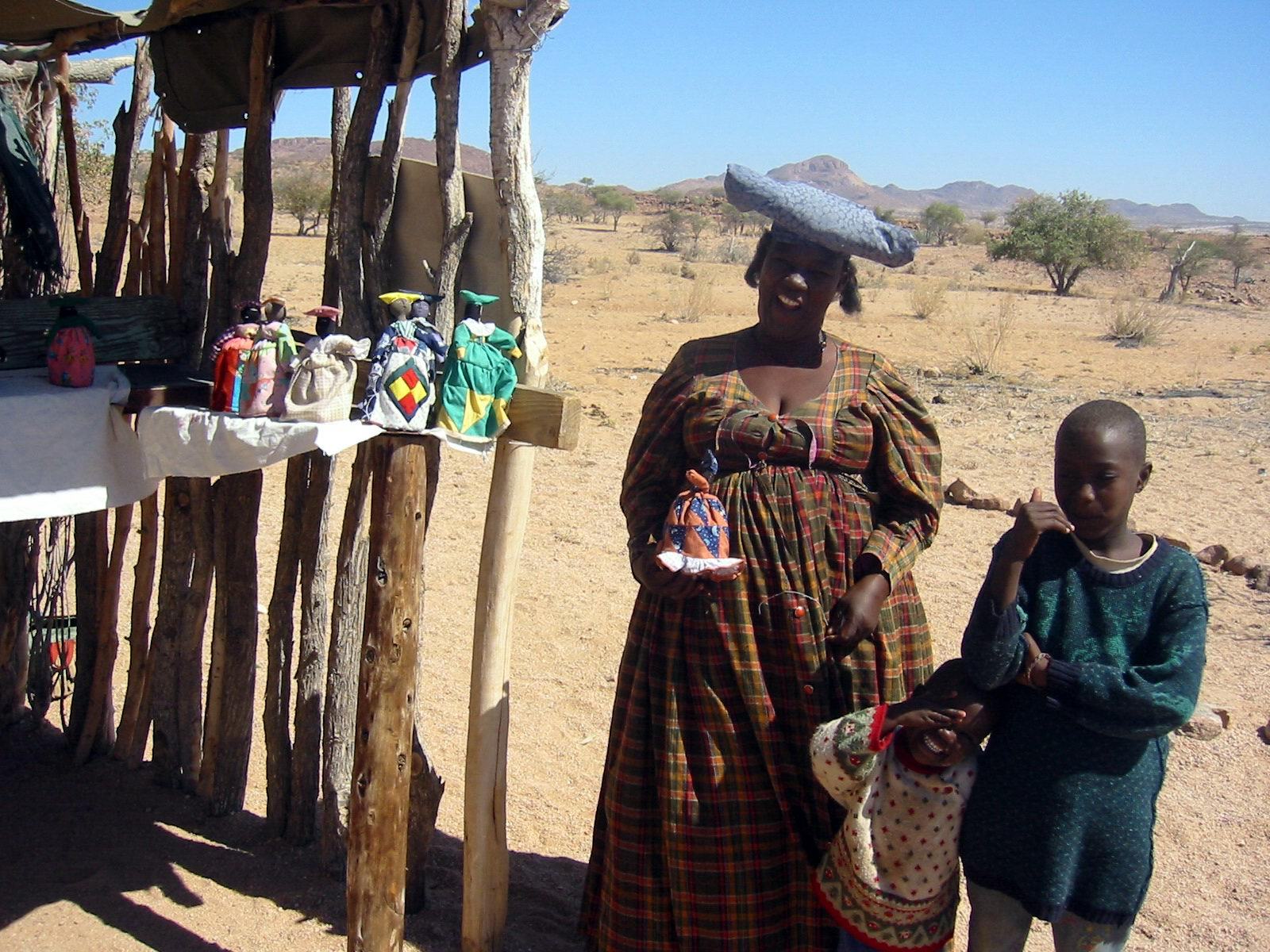
Vendedora de artesanías herero.

La presa hidroeléctrica de Kunene, construida en la década de 1970, dio electricidad a amplias zonas en los bantustanes. La Corporación de Inversión Bantú (BIC — Bantu Investment Corporation) fue establecida para ayudar en la promoción de pequeñas empresas y desarrollos comerciales a través de préstamos a mercaderes y artesanos locales. Hubo una significativa expansión en los sectores de salud y educación mediante el establecimiento de clínicas, hospitales, escuelas y colegios.
A pesar de estos logros modestos, no se lograron objetivos más amplios de desarrollo efectivo. El motivo principal de esta falta de éxito radicaba en que la plataforma del plan de desarrollo no era la obtención de metas económicas, sino políticas.

## Disolución de los bantustanes
El primer sistema de bantustanes en ser abolido fue el de África del Sudoeste. En este caso, el proceso de disolución de estas patrias se inició como consecuencia natural del acuerdo de 1988, por el que Sudáfrica prometía abandonar la ocupación y administración de toda Namibia —luego de siete meses de intensas negociaciones en Londres, un proceso liderado por un equipo mediador de los Estados Unidos a cargo de Chester Crocker, y en el que participaron también representantes de Angola, Cuba, y Sudáfrica, con la presencia de la Unión Soviética en calidad de observador.
En diciembre de 1988 se firmaron los acuerdos definitivos que permitieron a las fuerzas armadas de los países involucrados en el conflicto bélico abandonar el territorio de África del Sudoeste. El 1 de abril de 1989 se dio comienzo formal a la implementación de la resolución No 435 del Consejo de Seguridad de las Naciones Unidas, cuando el sudafricano Louis Pienaar empezó a administrar, con la ayuda Martti Ahtisaari como jefe del Grupo de Asistencia de Transición de la ONU (UNTAG), el pasaje operativo del territorio desde África del Sudoeste al país independiente de Namibia. Un mes más tarde, se abolieron los bantustanes.
En el caso de Sudáfrica, esta abolición fue producto de los cambios políticos que ocurrieron en el país a finales de la década de 1980 y principio de la década de 1990. La política del apartheid creaba cada vez más controversias y oposición internacional. Se habían impuesto sanciones económicas; algunas incluso requerían la desinversión total en Sudáfrica. La moneda Sudafricana, el rand, llegó a un nivel tan bajo que el gobierno se vio obligado a declarar un estado de emergencia en 1985, que habría de mantenerse por cinco años.
En febrero de 1989, el presidente PW Botha sufrió un ataque de apoplejía y fue reemplazado por Frederik de Klerk. En su primer discurso como presidente, en febrero de 1990, De Klerk anunció que empezaría un proceso de eliminación de leyes discriminatorias, y que levantaría la prohibición contra los partidos políticos proscritos —incluyendo el principal y más relevante partido de oposición negro, el Congreso Nacional Africano (ANC, del inglés African National Congress), que había sido declarado ilegal 30 años antes.
Entre 1990 y 1991 fue desmantelado el sistema legal sobre el que se basaba el apartheid. En marzo de 1992, en la última ocasión en que solo los blancos votaron, un referéndum le concedió facultades al gobierno para avanzar en negociaciones para una nueva constitución con el ANC y otros grupos políticos. Las mismas se prolongaron por largos meses, pero finalmente las partes llegaron a un acuerdo sobre un borrador de constitución y a una fecha tentativa para las nuevas elecciones: estas se producirían entre el 27 y el 29 de abril de 1994.
Previo a las elecciones, los bantustanes fueron disueltos, y su territorio y habitantes, reincorporados a Sudáfrica. Los bantustanes fueron formalmente abolidos durante el primer día de las elecciones, el 27 de abril de 1994 —desde entonces, esta fecha es celebrada en Sudáfrica como el Freedom Day (día de la libertad). La disolución de las unidades administrativas no redundó en la calma, paz y regocijo que se esperaba. Los grupos políticos locales que durante años se habían beneficiado de su condición como gobernantes, anticipando la pérdida de sus prebendas, se opusieron al proceso que estaba en marcha.
El caso más accidentado fue el de Bofutatsuana. Su líder, Lucas Mangope, declaró que Bofutatsuana no participaría en las elecciones venideras. La población que estaba ansiosa por participar salió a las calles a protestar. Un grupo extremista blanco de extrema derecha, el Afrikaner Weerstandsbeweging (AWB) que se oponía a las reformas, quiso tomar ventaja de la situación para causar más disturbios y conmoción con la esperanza de que la violencia creara un caos tal que forzara la cancelación de los procesos de reforma política. Miembros armados de AWB entraron en Bofutatsuana y se vieron envueltos en diversos hechos violentos; algunos capturados por las cámaras de la prensa extranjera, lo que desencadenó un desastre de relaciones públicas para el AWB. Los disturbios de la población en oposición a Mangope, hicieron la situación de este insostenible, y fue reemplazado por un gobierno interino que coordinó por unos días el proceso de disolución en incorporación al proceso electoral.
Los líderes de Ciskei también se negaron a participar en las primeras elecciones multirraciales y amenazaron con boicotear el proceso. Los empleados del gobierno en el territorio, se declararon en huelga pues se les había dicho que una vez incorporados a Sudáfrica perderían sus trabajos y pensiones. La policía se amotinó, y ante el caos, Oupa Gqozo, quien desde 1990 gobernaba como un dictador, se vio obligado a renunciar.

## Después delapartheid
Los habitantes de los bantustanes recobraron sus derechos como ciudadanos de Sudáfrica con la aprobación de la Ley de Ciudadanía Sudafricana N.o 88 de 1995. Esta invalidó la legislación de ciudadanía precedente y unificó todos los preceptos legales relacionados al respecto bajo una única ley y una única ciudadanía.
Con 58 grupos étnicos reconocidos en el país, uno de los grandes retos de la era del posapartheid es adaptar la mentalidad tribal anteriormente prevalente a las nuevas modalidades de participación para habilitar la construcción de una nación unificada. El legado del sistema condiciona todavía peligrosamente el desempeño de las sociedades implicadas ya que, aun cuando fueron incorporadas al resto del país, las situaciones heredadas del pasado y arraigadas luego de tantos años en el marco del sistema de valores antes vigente, deben ahora ser revertidas continuamente.
Una de esas circunstancias remanentes fue el gran poder asumido por los jefes tribales a nivel local. Otra fue la duplicidad de gobiernos, el central y el local, que redundó en dos poderes bajo una sola autoridad: el poder urbano, que usaba un lenguaje centrado en la sociedad civil y los derechos individuales; y el poder rural, que hablaba un lenguaje de comunidad y cultura ancestral.
El gobierno central se ve hoy en día en el dilema de diseñar políticas que atiendan a los derechos del individuo y a la vez promuevan su integración en el conjunto de la nación como totalidad. Esto remite, en particular, a asuntos como generalizar la garantía al libre desplazamiento interno y, al mismo tiempo, debatir políticas específicas para estimular el desarrollo de esas zonas. Tan desagradable e intrusivo como fue en su tiempo para muchos el ser forzados a mudarse a los bantustanes, lo sería más recientemente el pedir que se los abandonara, incluso cuando fuera para implementar una política más justa de desarrollo nacional. El debate interno estriba en si los recursos para los territorios de los antiguos bantustanes se destinan por tener sentido efectivo para el desarrollo de la nación, o si se hace más bien por compasión.
Los bantustanes crearon tal sentimiento de comunidad, que hoy son sus mismos habitantes quienes rechazan a los inmigrantes. Irónicamente, luego de ser marginados, sus pobladores a menudo resienten, en la actualidad, la afluencia inmigratoria desde países vecinos, más pobres, por la que ingresan a Sudáfrica trabajadores extranjeros en busca de empleo.
En el caso de los habitantes nativos de Namibia, un país con una economía primordialmente agrícola, estos no han visto grandes cambios desde la independencia. En términos de redistribución de tierras, el gobierno ha otorgado a las poblaciones nativas de los anteriores bantustanes menos territorio para su explotación comercial que aquel concedido por la administración sudafricana en las décadas de 1960 y 1970. Los desequilibrios sociales y económicos que Namibia heredó al independizarse persisten hoy en día. Los dueños de la tierra siguen siendo principalmente blancos. El mayor socio comercial de Namibia sigue siendo Sudáfrica, al que exporta materias primas, y del que importa productos terminados.

## Información variada

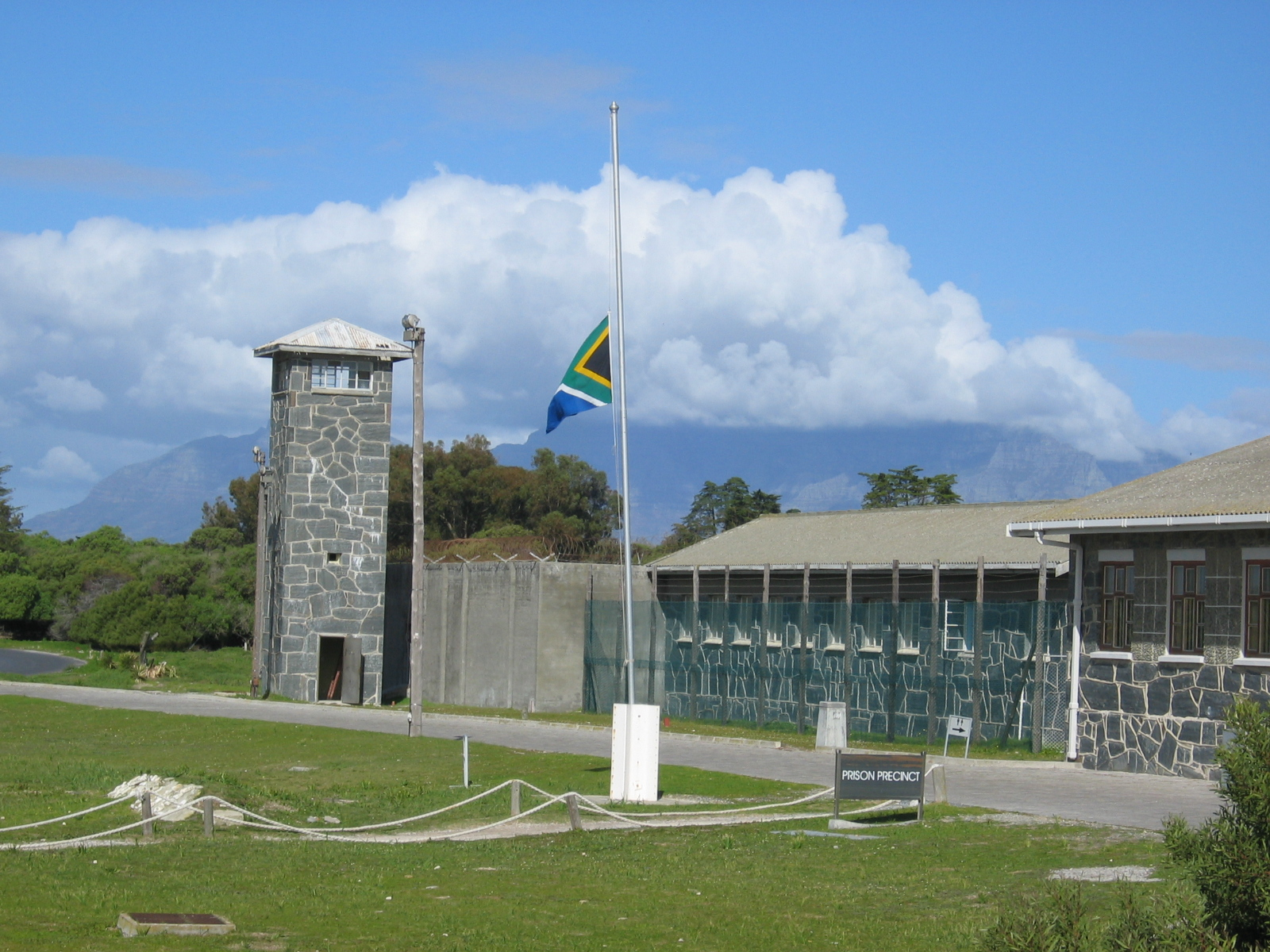
Prisión en Robben Island donde estuvieron detenidos varios combatientes anti-apartheid, incluyendo a Nelson Mandela, quien permaneció allí 27 años. Robben Island fue declarada Patrimonio de la Humanidad por la Unesco, en 1999.

- El lema del gobierno del apartheid era "Ex Unitate Vires" (la unidad es la fuerza). Irónicamente algunos bantustanes lo adoptaron como propio pero traduciéndolo a su propia lengua; en Transkei "Imbumba yamanyama"; y en QwaQwa "Kopano ke matla".
- Nelson Mandela nació en territorio que luego formó parte del bantustán de Transkei.
- A Mandela se le ofreció liberarlo de la prisión Robben Island si aceptaba ser extraditado al bantustán de Transkei, en donde tendría libertad. Mandela se negó diciendo que aceptar esa condición significaría reconocer la existencia de Transkei como jurisdicción independiente de Sudáfrica.
- Kaiser Matanzima, ministro jefe de Transkei, era sobrino de Nelson Mandela.
- Debido a disputas fronterizas, en 1978 Transkei rompió relaciones diplomáticas con Sudáfrica. Esto creó la extraña situación de un país negándose a dialogar con el único país que lo reconocía.
- Salvo la de KwaZulu, ninguna de las banderas de los bantustanes en Sudáfrica incorporaba los colores rojo y negro (prefiriéndose colores neutros considerados poco agresivos).
- Durante el conflicto armado en África del Sudoeste, se les ofrecieron posibilidades de empleo a miembros de las etnias locales en el ejército sudafricano. El esquema tuvo relativo éxito en los bantustanes de Caprivi, Kavangolandia, Ovambolandia, Bushmanlandia, y Kaokolandia, donde se formaron varios batallones con solo habitantes locales.
- Bernt Carlsson, Comisionado No 7 de las Naciones Unidas para Namibia (el último comisionado) falleció en el accidente del vuelo de Pan Am 103 sobre Lockerbie, Escocia el 21 de diciembre de 1988. Se dirigía en ese momento a la firma en Nueva York de un acuerdo entre Angola, Cuba y Sudáfrica sobre el futuro de África del Sudoeste. Los 22 miembros de la delegación sudafricana liderada por Pik Botha, el ministro de Relaciones Extranjeras, salvaron todos la vida, al cambiar a última hora su reserva y tomar el vuelo anterior, Pan Am 101.